# Gregoria Díaz
Gregoria Díaz (Churuguara, estado Falcón, Venezuela, 28 de septiembre de 1964-Maracay, Venezuela, 27 de agosto de 2023) fue una periodista venezolana. Díaz ejerció como periodista principalmente en el estado Aragua, trabajando como corresponsal de Crónica Uno e integrando la directiva del Colegio Nacional de Periodistas en el estado.

## Carrera
Díaz egresó de la Universidad del Zulia, empezando a trabajar en el diario El Siglo, del estado Aragua. Realizó cobertura en Barquisimeto, estado Lara, y en Punto Fijo, estado Falcón, antes de establecerse como reportara en Maracay, y la mayoría de su trayectoria periodística tendría lugar en el Aragua, donde perteneció a la directiva del Colegio Nacional de Periodistas Seccional Aragua como secretaria de mejoramiento profesional. Díaz trabajó como corresponsal del diario El Carabobeño en Aragua y el estado Guárico y ejerció periodismo institucional en el Instituto de Vivienda de Aragua. Después de ocupar varios cargos en la Universidad Bicentenaria de Aragua, se le presentó la oportunidad para trabajar como reportera de Crónica Uno en Aragua. Otros medios en los que colaboró fueron El Periodiquito, El Informador, Poderopedia y La Vida de Nos. También fue corresponsal del Instituto de Prensa y Sociedad Venezuela (IPYS Venezuela), miembro del Sindicato Nacional de Trabajadores de la Prensa, profesora universitaria y formadora de periodistas.
En 1992 fue testigo del intento de golpe de Estado del mismo año mientras trabajaba en un diario aragüeños. Posteriormente también cubrió noticias tales como la pandemia de COVID -19 en Venezuela y los deslaves de Las Tejerías y El Castaño de 2022. En 2020, después de alertar sobre el primer posible caso de COVID-19, Díaz sufrió hostigamiento y fue notificada por el Ministerio Público que había abierto una investigación en su contra por acusaciones supuestamente contempladas en la Ley Contra la Delincuencia Organizada y el Financiamiento al Terrorismo. Ella salió de la ciudad y y se resguardó por temor a una detención; al no concretarse, regresó a su labor periodística.

## Fallecimiento
Gregoria sufrió un infarto el 14 de agosto de 2023, sobreviviendo. Fue recluida en el Cardiológico de Maracay y posteriormente en el Hospital Militar de la ciudad. También había sido diagnosticada con COVID-19, lo que afectó sus pulmones y riñones severamente. Después de su infarto, se inició una recaudación de fondos para ayudar con su tratamiento, incluyendo la posibilidad de un cateterismo. Díaz falleció el 27 de agosto en el Hospital Militar de Maracay.

## Vida personal
Gregoria Díaz tuvo un hijo, Eduardo.